# Taavetti Laatikainen
Taavetti Laatikainen, né le 27 juillet 1886 à Haukivuori dans le Grand-duché de Finlande en Empire russe et décédé le 15 avril 1954 à Mikkeli en Finlande, est un général d'infanterie finlandais et membre du mouvement Jäger.

## Carrière
Il combat sur le front de l'Est lors de la Première Guerre mondiale, pendant la guerre civile finlandaise, la guerre d'Hiver et la guerre de Continuation pendant la Seconde Guerre mondiale,,,,. Lors de la dernière d'entre elles, il reçoit la croix de Mannerheim de 2e classe. Avant la guerre d'Hiver, il commande à la fois l'École des officiers de réserve (en) et l'École des élèves-officiers,,. Il prend sa retraite en 1948 du poste d'inspecteur de l'infanterie.